# Sadkowice (Ukraina)
Sadkowice (ukr. Садковичі) – wieś na Ukrainie w rejonie samborskim należącym do obwodu lwowskiego.